# Fotinì Peluso
Pour les articles homonymes, voir Peluso.
Fotinì Peluso, née en 1999 à Rome, est une actrice italienne.

## Biographie
Fotinì Peluso est née à Rome d'un père italien et d'une mère grecque. À partir de 2013, elle apprend l'art dramatique et la diction avec Mario Grossi au Centro sperimentale di cinematografia à Rome et elle suit un atelier francophone à l'Institut franco-allemand de recherches de Saint-Louis. Elle a également suivi le cours Florent, une école privée de théâtre français à Paris. En 2017, Peluso a joué Sofia dans un épisode de la série télévisée Squadra criminale, faisant ainsi ses débuts d'actrice. Une douzaine d'autres apparitions ont suivi.
Outre l'italien, Peluso a comme langue maternelle le grec et parle couramment le français et l'anglais.

## Filmographie

### Cinéma
- 2020 : Il regno (it) de Francesco Fanuele
- 2020 : Sous le soleil de Riccione (Sotto il sole di Riccione) de Younuts
- 2020 : Cosa sarà de Francesco Bruni
- 2022 : Carné·e·s de Léo Deschênes (court métrage)[4]
- 2022 : La guerra di Valeria de Francesco Alino Guerra (court métrage de 28')
- 2022 : Le Colibri (Il colibrì) de Francesca Archibugi
- 2023 : La Tresse de Laetitia Colombani : Giulia
- 2024 : Dieci minuti de Maria Sole Tognazzi
- 2024 : L'Enfant qui mesurait le monde de Takis Candilis
- Prévu en 2024 : L'ora di tutti de Stefania Rocca

### Télévision
- 2017 : Squadra criminale de Claudio Corbucci, un épisode
- 2018 : Romanzo famigliare (it) de Francesca Archibugi, six épisodes
- 2021 : Nudes (it) de Laura Luchetti, trois épisodes
- 2021 : La Compagnia del Cigno (it) d'Ivan Cotroneo, douze épisodes
- 2022 : Nous voulons tous être sauvés (Tutto chiede salvezza) de Francesco Bruni, trois épisodes
- 2023 : Salade grecque de Cédric Klapisch, sept épisodes : Giulia
- 2023 : Les Indociles de Delphine Lehericey, deux épisodes